# Alonso de Valdivieso (évêque)
Pour les articles homonymes, voir Alonso de Valdivieso.
Alonso de Valdivieso y Fernández de Ulloa a été un grand chapelain des Rois catholiques puis évêque de León à partir de 1486 jusqu'à sa mort à Villa-Carlón ou Villacarralón le 21 mai 1500.

## Biographie
Il est le fils de don Alonso de Valdivieso y Bardají (†1453), garde majeur (guarda mayor) du roi Jean II et visiteur (visitador) des frontières de l'Aragon, marié à Toro avec doña María Fernández de Ulloa.
Il est présenté au chapitre de la cathédrale de León en 1485 et nommé l'année suivante après son accord. En 1487 il a assisté à la conquête de Malaga par les rois catholiques et a été un des quatre prélats qui ont consacré la grande mosquée de Malaga comme église cathédrale sous la titulature de Nuestra Señora de la Encarnacion avant sa reconstruction.
En 1489 il est nommé président de la chancellerie royale de Valladolid mais en est déchu en 1491.
Il fait son testament le 3 juillet 1497 et demande à être enterré dans la chapelle majeure du monastère de San Benito el Real de Valladolid. Le Ier septembre 1499, il passe un contrat avec l'architecte Juan de Arandia, habitant d'Elgoibar exposant les travaux qui devaient être faits dans la chapelle majeure du monastère de San Benito el Real de Valladolid. Il ajoute un codicille à son testament le 21 septembre 1499 précisant qu'il donnait à la cathédrale de León tous ses livres et les deux peintures représentant l'histoire de Gédéon.
La reine Isabelle la Catholique avait donné un ordre stipulant que seuls les rois fondateurs pouvaient être enterrés dans la chapelle majeure de l'église du monastère de San Benito el Real. Mais après la mort de la reine, les moines ont passé outre cet ordre. Ils ont réalisé le tombeau de leur bienfaiteur dans la chapelle majeure, du côté de l'Évangile. Finalement au XVIIe siècle, ses restes ont été déplacés dans un enfeu surmonté d'un arc dans la chapelle absidiale de San Marcos à côté de la chapelle majeure.